# 小行星6334
小行星6334（英語：6334 Robleonard）是一颗围绕太阳公转的小行星。1992年6月27日，G. J. Leonard在帕洛马山发现了此天体。
这颗小行星的绝对星等为61.90591等。